# 種数
種数（しゅすう、英: genus; ジーナス）は、数学用語で、分野によって似通っているがいくらか異なる意味を持つ。

## 位相幾何学

### 向き付け可能閉曲面
連結な向き付け可能閉曲面Sの種数とは、その切断によって生じる多様体が連結のままとなるような単純な閉曲線に沿った切断の最大数を表す整数である。種数はその閉曲面のハンドルの数と等しい。これとは別にオイラー標数 χ を使って定義することもでき、種数を g としたとき、閉曲面では χ = 2 − 2g が成り立つ。b 個の境界成分を持つ曲面では、この式は χ = 2 − 2g − b となる。
またこのときSのベッチ数は2gであるから次が成り立つ；
{\displaystyle H_{1}(S,\mathbb {Z} )=\mathbb {Z} ^{2g}}
例えば、
- 球面 S2、円盤、環形はいずれも種数は0である。
- トーラスの種数は1である。これは例えば取っ手のあるマグカップの表面に相当する。これに関連して「位相幾何学者とはドーナッツとマグカップを区別できない者である」というジョークがある。

向き付け閉曲面の種数
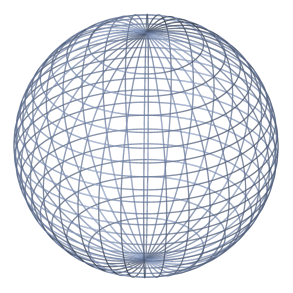
種数 0
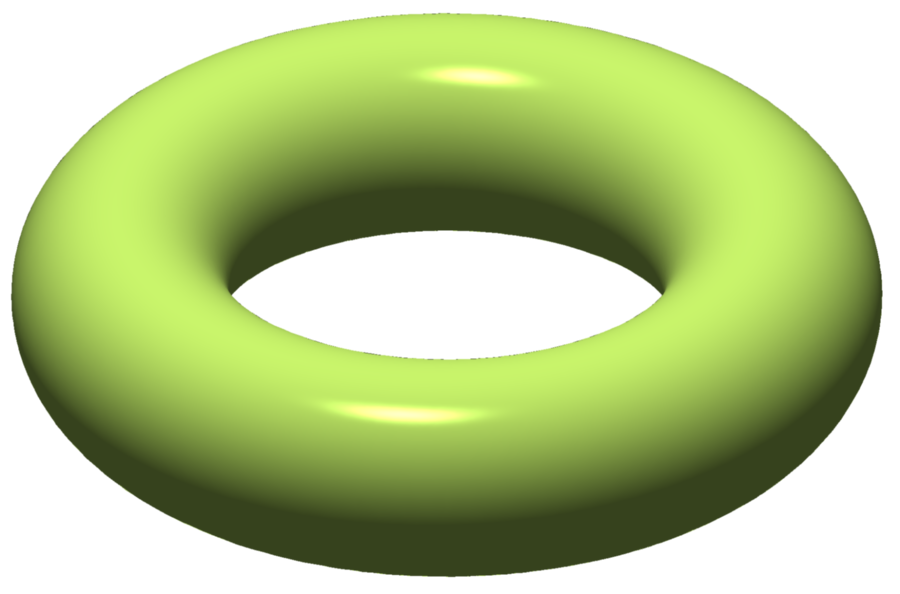
種数 1
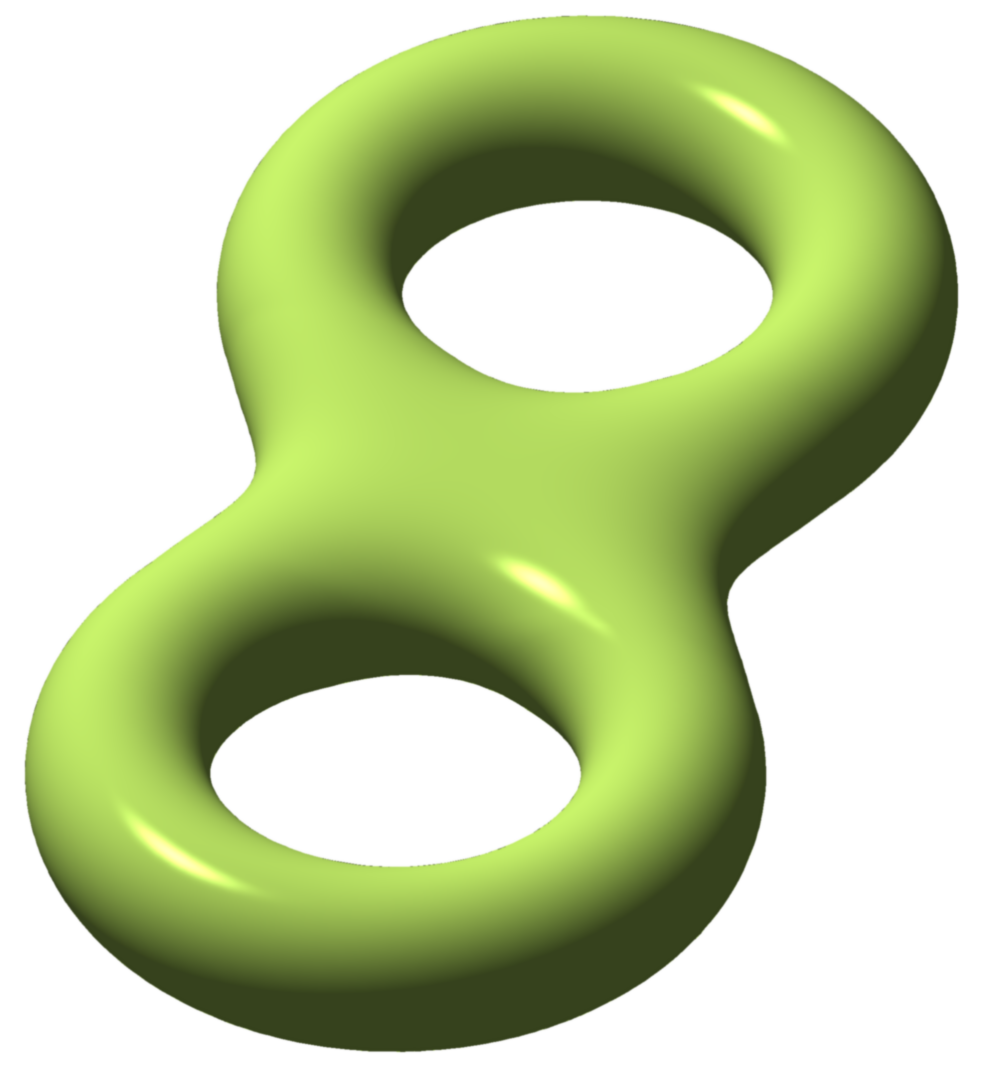
種数 2
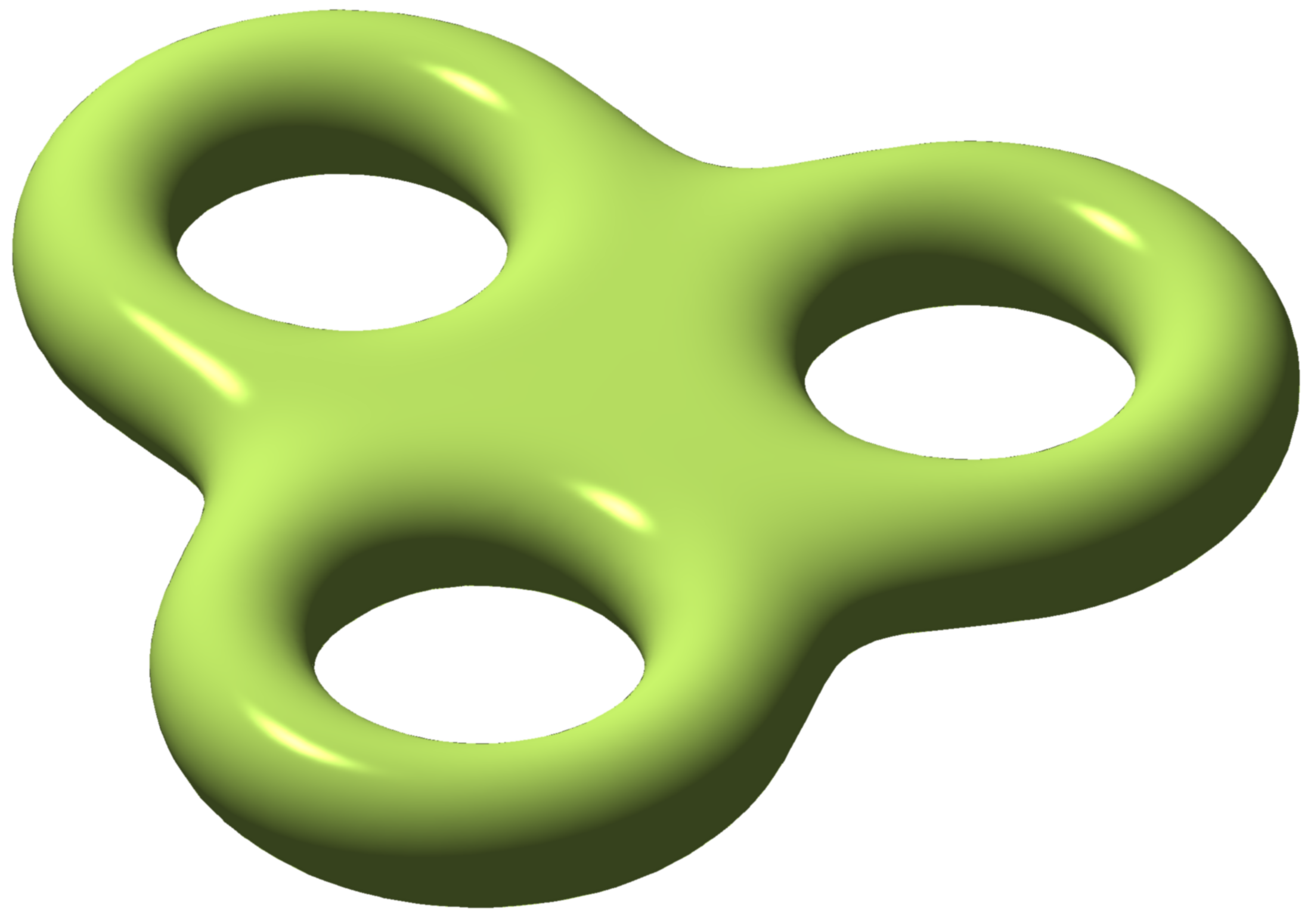
種数 3

### 向き付け不可能閉曲面
連結な向き付け不可能閉曲面の種数は、球面に付けられたクロスキャップの数を表す正の整数である。これとは別にオイラー標数 χ を使って定義することもでき、向き付け不可能種数を k としたとき χ = 2 − k が成り立つ。
例えば、
- 射影平面の向き付け不可能種数は1である。
- クラインの壷の向き付け不可能種数は2である。

### 結び目
結び目 K の種数は、K についての全てのザイフェルト曲面の最小種数として定義される。ある結び目のザイフェルト曲面は境界のある多様体であり、その境界が結び目であり、すなわち単位円と同相である。そのような曲面の種数は、単位円盤をその境界に接着することで得られる二多様体の種数と定義される。

### ハンドル体
3次元ハンドル体の種数は、切断の結果生じる多様体が連結のままとなるよう埋め込まれた円盤に沿ってなされる切断の最大数を表す整数である。これは、そのハンドル体のハンドル数に等しい。
例えば、
- 球の種数は0である。
- トーラス体 {\displaystyle D^{2}\times S^{1}} の種数は1である。

### グラフ理論
グラフを n 個のハンドルのついた球面（種数 n の向き付け可能閉曲面）上で辺同士が交差することなく描けるとき、最小の n をグラフの種数と呼ぶ。したがって、平面グラフは単純な球面上に交差することなく描けるので、種数は0である。
グラフを n 個のクロスキャップのついた球面（種数 n の向き付け不可能閉曲面）上で辺同士が交差することなく描けるとき、最小のnをグラフの向き付け不可能種数と呼ぶ。
位相幾何学的グラフ理論においては、群の種数のいくつかの定義がある。Arthur T. White は次のような概念を提唱した。すなわち群の種数 {\displaystyle G} は、{\displaystyle G} の任意の（連結かつ無向の）ケイリーグラフの種数のうち最小のものである。
グラフの種数を求める問題はNP完全問題である (Thomassen 1989)。

## 代数幾何学
任意の射影スキーム X の種数には、2つの相互に関連する定義、算術種数と幾何種数がある。Xが複素数領域における代数曲線で特異点を持たない場合、これらの定義は一致し、Xのリーマン面に適用した位相幾何学的定義とも一致する。楕円曲線の代数幾何学的定義は、「与えられた点を通る種数 1 の非特異曲線」である。